# مگس‌گیر ریش‌سفید
مگس‌گیر ریش‌سفید (نام علمی: Phelpsia inornata) گونه‌ای از پرندگان تیرهٔ ژیان‌مرغان است. این تنها عضو از سردهٔ Phelpsia است. در کلمبیا و ونزوئلا یافت می‌شود.
زیستگاه‌های طبیعی آن جنگل‌های جلگه‌ای نمناک نیمه‌گرمسیری یا گرمسیری و جنگل‌های پیشین به شدت دگرگون‌شده است.